# Yuriko Mizuma
Yuriko Mizuma (水間 百合子, 22 de juliol de 1970) és una exfutbolista japonesa.

## Selecció del Japó
Va debutar amb la selecció del Japó el 1990. Va disputar 22 partits amb la selecció del Japó. Ha disputat Copa del Món de 1991.

## Estadístiques
| Selecció del Japó | Selecció del Japó | Selecció del Japó |
| Anys              | Partits           | Gols              |
| ----------------- | ----------------- | ----------------- |
| 1990              | 5                 | 3                 |
| 1991              | 11                | 2                 |
| 1992              | 0                 | 0                 |
| 1993              | 5                 | 5                 |
| 1994              | 1                 | 0                 |
| Total             | 22                | 10                |